# Borås (comune)
Borås è un comune svedese di 103 193 abitanti, situato nella contea di Västra Götaland. Il suo capoluogo è la città omonima.

## Località
Nel territorio comunale sono comprese le seguenti aree urbane (tätort):
- Aplared
- Borgstena
- Borås (capoluogo)
- Bredared
- Dalsjöfors
- Dannike
- Fristad
- Kinnarumma
- Målsryd
- Rydboholm
- Rångedala
- Sandared
- Sandhult
- Sjömarken
- Seglora
- Viskafors
- Äspered

## Amministrazione

### Gemellaggi
- Molde
- Mikkeli
- Vejle
- Espelkamp